# Triptih družine Braque
Triptih družine Braque je oltarna slika iz okoli leta 1452, olja na hrastu, staronizozemskega slikarja Rogierja van der Weydna. Ko je odprt, tri table od leve proti desni razkrivajo Janeza Krstnika, Devico Marijo z Jezusom in svetega Janeza Evangelista, na desni pa Marijo Magdaleno. Ko so krila zaprta, delo prikazuje vanitas, motiv lobanje in križa.
Triptih družine Braque je edino ohranjeno pobožno delo van der Weydna, za katerega je znano, da je bilo naslikano za zasebno namesto za javno čaščenje. Oltarno tablo je verjetno naročil bodisi Jehan Braque iz Tournaia bodisi verjetneje njegova žena Katarina  Brabantska - verjetno po Jehanovi nenadni in zgodnji smrti leta 1452. Par je bil poročen le kratek čas. Katarina je bila veliko mlajša od svojega moža; ko sta se poročila leta 1450 ali v začetku leta 1451, je bila ona stara 20 let in kakih 12 ali 13 let mlajša od njega. Očitno mu je bila globoko in trajno naklonjena. Ko je umrla, skoraj 50 let po njem, je prosila, naj jo pokopljejo ob njem, kljub temu da se je pred leti ponovno poročila.

## Triptih
Pri delu igrata glavno vlogo napis in prosto plavajoče besedilo. Vsaka notranja tabla vsebuje latinske napise, ki izhajajo iz ust figur ali plavajo nad njimi in služijo kot besedni mehurčki ali komentarji. Odmevajo jih besede, vpisane na križ leve zunanje table. Vsa besedila so povzeta iz Janezovega evangelija, razen tistega iz Devičinega, ki izhaja iz Lukovega evangelija. Besede Janeza Krstnika se od njegovih ust premaknejo navzgor do zgornjega desnega kota okvirja in zdi se, da se pridružijo besedam Device v osrednji tabli, ki pa tečejo po vrhu osrednje table. Magdalenine besede nasprotno tvorijo ravno vodoravno črto, ki lomi ukrivljeno neprekinjenost besedila leve in osrednje table od leve proti desni. Podobno se besede Magdalene razlikujejo od besed drugih tabel; ona jih ne izgovarja in so sestavljene kot samostojni komentar o njej. Morda se jim zaradi tega ne daje, kot pravi umetnostni zgodovinar Alfred Acres, 'vijugava milost' drugih, saj so »besede, napisane o Magdaleni, ki jih ni izgovorila ali napisala ona«. V njenem besedilu iz Janezovega evangelija Jn 12,3 piše,  Tedaj je Marija vzela funt dragocenega dišavnega olja iz pristne narde, mazilila Jezusu noge in mu noge obrisala s svojimi lasmi..

### Notranjost
Van der Weyden je že prej uporabljal tehniko plavajočih napisov, predvsem na sredinski tabli svojega  Oltarja iz Beauna iz okoli leta 1445–50, kjer se zdi, da besede plavajo v slikovnem prostoru ali pa so na videz všite v oblačila figur.
Na levi tabli je polovična upodobitev Janeza Krstnika z ozadjem, ki prikazuje prizor iz Kristusovega krsta. Janezove besede plavajo nad njim kot ukrivljen govorni balon, ki ga prihaja iz njegovih ust. Besede, vzete iz Janeza Jn 1,29, se glasijo: Naslednji dan je zagledal Jezusa, da prihaja k njemu, in je rekel: »Glejte, Božje Jagnje, ki odvzema greh sveta. Na desni tabli je Marija Magdalena upodobljena v razkošni in zelo podrobni obleki na sliki, ki velja za enega najlepših van der Weydnovih ženskih portretov. S širino 68 cm je srednja tabla skoraj dvakrat večja od širine leve in desne table. Na njej je prikazan Kristus Salvator Mundi, njegova glava je skoraj replika upodobitve v triptihu Poslednje sodbe. Osrednja tabla deluje kot 'slika v sliki', katere kontekst pripovedujejo baloni iz ust Janeza in Marije.
Janeza Evangelista in Jezusova desna roka sta dvignjeni v tradicionalni krščanski gesti učitelja. Kazalec in srednji prst držita pokonci, dva majhna prsta pa sta blizu palcev. Gesta in prsti svetnikov so razporejeni zelo premišljeno in simetrično. Vzorec, ki ga tvorijo na treh notranjih tablah, odseva pripoved triptiha, kot jo nakazujejo baloni. Vendar je tok prekinjen na tabli Magdalene, njena roka je dvignjena navpično, kot da je ovira za druge table, medtem ko je njeno besedilo v ravni vodoravni in ne ukrivljeni obliki.

### Zunanjost
Ko so krila zaprta čez srednjo tablo, se na zunanjosti razkrije motiv memento mori  ali vanitas, motiv lobanje in križa z okrašenimi latinskimi napisi. Zunanje levo krilo prikazuje rumeno-rjavo lobanjo, naslonjeno na zlomljeno opeko ali kamniti fragment, poleg grba družine Braque - snop pšenice - viden na zgornjem desnem delu table. Predlagano je bilo, da lobanja predstavlja bodoče stanje gledalca. Tabla je eden najzgodnejših znanih primerov lobanje, uporabljene v vanitas, medtem ko lomljena opeka, križ in napisi predstavljajo podobe smrti in razpada, značilne za žanr. Opeka v takšnih delih po navadi simbolizira propad bodisi zgradb bodisi dinastij; v tem primeru lahko domnevamo, da je zaradi vključitve grba družine Braque opomin pripadnikom slednjih. Drugi umetnostni zgodovinarji menijo, da lobanja morda ni bila simbolično pomembna za družino Braque, saj so bili dobro uveljavljeni kot svetovalci in financerji rodbine Valoijskih. Namesto tega trdijo, da morda predstavlja Adama ali del Golgote.
Na desni tabli je križ z latinskim napisom na podlagi Ecclesiasticus XLI: 1–2. Besede se berejo kot o mors quam amara est memoria tua homini pacem habenti in substantiis suis. viro quieto et cuius viae directae sunt in omnibus et adhuc valenti accipere cibum (O smrt, kako grenak je spomin na tebe na človeka, ki ima mir v svoji posesti! Človeku, ki miruje in katerega poti so uspešne v vseh stvareh in je še sposoben jesti meso!).

## Izvor
Približno datiranje triptiha temelji na smrti Jehana Braqueja  leta 1452 in na tem, da notranje table kažejo italijanski vpliv in velja za eno prvih njegovih poznejših, strožjih zrelih del; van der Wyeden je leta 1450 obiskal Italijo.
Prvič je omenjena v nenapisani oporoki Katarine Brabantske iz leta 1497, ko jo je prepustila vnuku Jehanu Villainu. Zapisi kažejo, da je oltarna slika v posesti njenih dedičev do leta 1586, nato pa jo je v Angliji kupil duhovnik. Kasneje je prišla v posest angleškega slikarja Richarda Evansa. Leta 1913 jo je muzej Louvre kupil od pisateljice in dobrotnice lady Theodore Guest. Takrat je veljala za najpomembnejšo pridobitev javne galerije od leta 1878, ko jim je Hans Memling zapustil glavno delo. V tistem času je bila za van der Weydna plačana rekordna cena; J. P. Morgan je prej porabil 100.000 dolarjev za Oznanjenje, ki je zdaj v newyorškem Metropolitanskem muzeju umetnosti.
Danes je na ogled v Louvru v originalnem hrastovem okvirju. Zaradi svoje krhkosti je zaprta v steklo.